# São Joaquim de Bicas
São Joaquim de Bicas é um município brasileiro do estado de Minas Gerais. Em 2022, de acordo com dados do Instituto Brasileiro de Geografia e Estatística (IBGE), sua população era de 34 348 habitantes. Pertence à Região Metropolitana de Belo Horizonte.

## Topônimo
Quando a povoamento da região teve início foi construída uma capelinha e nela foi colocada sobre o altar uma imagem de São Joaquim. A imagem, e a vegetação, renderam o primeiro nome dado à região: São Joaquim do Campo Verde.
Durante o processo de mineração no leito do Rio Paraopeba os cascalhos eram lavados com jatos de água (bicas). Esse fato acabou por alterar o nome do povoado para São Joaquim de Bicas, como permanece até hoje.  

## História

### Povoamento
O povoamento de Minas Gerais foi resultado principalmente da descoberta do ouro no final do século XVIII. Os primeiros povoados no estado foram fundados pelos Bandeirantes. Algumas dessas expedições subiram o curso do Rio Paraopeba e, como as terras próximas ao leito eram propícias para o plantio e criação de gado, algumas famílias acabaram se fixando nesses assentamentos mesmo depois dos Bandeirantes seguirem em sua busca por ouro de aluvião.
A religião foi um fato marcante na história do arraial. As manifestações religiosas serviam para uma convergência entre habitantes e tropeiros que por aqui passavam. Uma capela foi construída para a realização de novenas e orações e foi nessa que a imagem esculpida de São Joaquim e que, juntamente com a vegetação, inspirou o nome do arraial, que depois mudaria de novo para em razão da mineração.                
A Pedra Fundamental
Em 1880 São Joaquim de Bicas recebeu um Cartório de Registros e teve sua condição elevada a Distrito de Pará de Minas. Nesse período o arcebispo de Mariana criou a paróquia de São Joaquim, concedendo mais autonomia religiosa. O cartório, no entanto, foi transferido para o povoado do Barreiro (atual Igarapé) por conflitos políticos. Para evitar qualquer tipo de manifestação, a transferência pode ter ocorrido durante a noite. Isso fez com que São Joaquim de Bicas fosse rebaixado à condição de povoado, porém ainda era a sede da paróquia.
A capela de madeira acabou por se tornar pequena ante o crescente número de fiéis. A construção de uma nova necessitava da bênção da pedra fundamental por uma autoridade eclesiástica. A mobilização do povo, realizando várias peregrinações até Mariana pedir ao bispo, deu resultado e a bênção foi concedida. Outras comunidades também tinham o desejo de construir uma igreja que seria a sede da paróquia, sendo assim, segundo relatos de quem presenciou, um grupo de homens de Igarapé foi enviado para roubar a pedra fundamental. Conta-se que estes, por razões sobrenaturais, não tiveram força para mover a pedra e foram expulsos por um grupo de mulheres armadas com foices, enxadas e outras armas improvisadas. Com receio de outras incursões como esta, os moradores montaram piquetes nos limites do município, mas a tentativa não se repetiu.
Os moradores construíram a nova igreja, enterrando a pedra fundamental embaixo do altar e reformaram a velha igreja de madeira, mas a praça consista apenas na igreja, sem nenhum jardim ou se quer bancos. Esses adereços só foram acrescentados em 1966 quando o prefeito de Igarapé (município já independente ao qual São Joaquim de Bicas pertencia à época) reformou toda a praça da igreja de São Joaquim cultivando jardins e construindo bancos com nomes daqueles que ajudaram na construção da nova praça.                      
Formação administrativa
Depois de perder o cartório de registros para o Barreiro (Igarapé) e ser rebaixado à condição de povoado em 1931, São Joaquim de Bicas volta a ser promovida com um novo cartório em 1953 e ambos os distritos agora pertenciam a Mateus Leme e não mais a Pará de Minas. Com a criação do município de Igarapé em 1962, implantado em março de 1963, São Joaquim de Bicas passa a integrar o novo município até sua efetiva emancipação em 1995.
Antes, outras tentativas frustradas de criação de um novo município foram preteridas nas décadas de 1970, 1980 e no início da década de 1990 até culminar na emancipação política do município. O pedido foi apresentado na Assembleia Legislativa em 10 de fevereiro de 1995, o que selou definitivamente a inauguração do processo de emancipação. No dia 22 de outubro do mesmo ano foi realizado o plebiscito no qual compareceram 4.042 eleitores sendo que 3.809 votaram a favor, 103 votaram contra, 73 votaram em branco e 57 anularam o voto. Com a maioria favorável à emancipação, São Joaquim de Bicas foi transformada em cidade através da lei 12.030 de 21 de dezembro de 1995, quando é comemorado o aniversário da cidade.
São Joaquim de Bicas ficou sob administração de Igarapé até a instalação do município, ocorrida em 1º de janeiro de 1997, com a posse do prefeito, do vice-prefeito e dos vereadores.

## Geografia
- População     - 25.619 habitantes.
- Área              - 71,557 km²
- Altitude          - 755m
- Latitude         - 20:02:575
- Longitude      - 44:18:26W
- Clima             - Tropical de altitude
- Relevo           - Montanhoso
- Bioma            - Mata Atlântica e Cerrado

## Municípios limítrofes
- Mário Campos    – Leste
- Brumadinho        – Sul
- Betim                  – Norte
- Igarapé               – Oeste

## Vias que servem ao município
Aliada ao sistema viário de rodovia, que liga a cidade aos principais centros industriais do país pela BR 381 - Rodovia Fernão Dias (Trecho BH-São Paulo), a cidade é atendida pela Linha do Paraopeba da antiga Estrada de Ferro Central do Brasil (posteriormente Rede Ferroviária Federal) através da estação ferroviária no povoado de Fecho do Funil.
O transporte ferroviário de passageiros foi operado pela RFFSA na cidade até o ano de 1996, por meio dos trens Barreirão e Cata-Jeca que ligavam São Joaquim de Bicas a Conselheiro Lafaiete e à capital mineira, Belo Horizonte (no bairro do Barreiro). Após a privatização, a ferrovia ficaria destinada ao transporte de cargas, sob concessão da MRS Logística.

## Feriados municipais
- 26 de julho        – Dia de São Joaquim (padroeiro)
- 8 de dezembro     – Dia de Nossa Senhora da Conceição
- 21 de dezembro     – Aniversário da cidade

## Região Metropolitana
Faz parte da Região Metropolitana de Belo Horizonte, também conhecida pela abreviatura RMBH ou simplesmente Grande Belo Horizonte, é a terceira maior aglomeração urbana do Brasil, com uma população de 5.152.217 habitantes, conforme o Censo Estimativo de 2013, sem contar o colar metropolitano. Seu produto metropolitano bruto (PMB) somava em 2010 cerca de 132,9 bilhões de reais.

## Bandeira

### Surgimento
Em 1997 foi realizado um concurso público para a escolha da bandeira de São Joaquim de Bicas. Entre os 259 trabalhos o vencedor foi de Flávia Caldeira Brant. A bandeira significa o caráter hospitaleiro da cidade, o poder Municipal, o Rio Paraopeba, o Parque Industrial e a vitória na luta pela emancipação.

### Descrição
A bandeira do município é composta por uma cruz vermelha sobreposta sob outra branca, semelhante ao modelo dinamarquês (presente em todos os países nórdicos) em fundo verde, além de uma lua crescente amarela no quadrante superior esquerdo e do brasão de armas, sob um círculo branco, na interseção das cruzes.

### Brasão de armas
Na parte superior está uma coroa mural de cinco torres, símbolo universal de domínio, e que tendo suas aberturas de vermelho, proclamam o caráter hospitaleiro do povo. O escudo é dividido em quatro partes, sendo que na parte superior, em fundo azul-celeste está um sol dourado com raios espargentes, traduz a irradiação do poder municipal a todos os quadrantes do município e a expansão de nossa cultura pelo país. À esquerda, três linhas onduladas na cor prata simbolizam o rio Paraopeba. À direita, também prateado, uma representação de uma indústria lembra a presença industrial na cidade. Na parte inferior, três montes dourados sob fundo celeste representam a paisagem do município. Ainda na parte inferior, sobre os montes, está o barrete frígio, símbolo usado desde a revolução francesa como símbolo da democracia. Dois ramos de louro, símbolo de vitória, ficam um em cada lado do brasão e homenageiam a luta pela emancipação do município. Por baixo do escudo uma faixa vermelha trás o nome do município e a data de sua origem escritas na cor prata.